# Octotoma
Octotoma là một chi bọ cánh cứng trong họ Chrysomelidae.
Chi này được miêu tả khoa học năm 1837 bởi Chevrolat.

## Các loài
Các loài trong chi này gồm:
- Octotoma brasiliensis Weise, 1921
- Octotoma championi (Baly, 1885)
- Octotoma crassicornis Weise, 1910
- Octotoma gundlachii Suffrian, 1868
- Octotoma intermedia Staines, 1989
- Octotoma marginicollis (Horn, 1883)
- Octotoma nigra Uhmann, 1940
- Octotoma plicatula (Fabricius, 1801)
- Octotoma puncticollis Staines, 1994
- Octotoma scabripennis Guérin-Méneville, 1844
- Octotoma variegata Uhmann, 1954